# Bartolomeo di San Severino della Marca
Bartolomeo Sanseverino, meglio noto come Bartolomeo di San Severino della Marca (San Severino Marche, XIV secolo – 31 agosto 1390), è stato un cavaliere medievale e condottiero italiano.

## Biografia
Bartolomeo Sanseverino fu nominato viceré dell'Abruzzo nel 1383 da re Carlo III di Napoli: entrò in provincia il 17 luglio 1383.
Assediò L'Aquila con 1000 uomini a cavallo e molti fanti accampandosi a Preturo. Attaccato una notte a Coppito da Rinaldo Orsini, che conduceva 150 uomini a cavallo e teneva il presidio aquilano, venne catturato con diversi capitani, subendo ingenti perdite, ma venne subito liberato.
Penetrò all'Aquila solo il 14 aprile 1390 mentre il governatore Rinaldo Orsini, stava complottando con familiari e servitori nel convento di San Francesco, poco prima della morte del fratello Giovanni Orsini, già senatore di Roma, o forse contemporaneamente, avvenuta il 31 agosto 1390, giorni in cui sarebbe stato assassinato anch'egli, dopo che furono tradotti in casa del Conte di Montorio.
Il Viceré dell'Abruzzo Bartolomeo Sanseverino liberò l'Abate di Montereale.